# Karl-Ulrich Meyn
Karl-Ulrich Meyn (* 13. Dezember 1939 in Hamburg) ist ein deutscher Jurist.
Nach dem Abitur 1959 am Christianeum in Hamburg studierte Meyn  Rechtswissenschaft, Publizistik, Volkswirtschaft, Geschichte und Philosophie an den Universitäten zu Berlin und Kiel. In Kiel wurde er mit der Dissertation Die Verfassungskonventionalregeln im Verfassungssystem Grossbritanniens promoviert. Nach Professuren an den Universitäten zu Hamburg und Osnabrück folgte er 1991 einem Ruf an die Universität Jena. 1993 bis 1997 war er Prorektor der Universität. Er war von 1995 bis 2000 stellvertretendes  und von 2005 bis 2007 Mitglied des Thüringer Verfassungsgerichtshofs. Von 2000 bis 2004 war er als Nachfolger Georg Machniks Rektor der Universität Jena. Sein Nachfolger wurde Klaus Dicke.
Meyns Forschungsschwerpunkte sind Thüringer Hochschul- und Kommunalrecht, das parlamentarische Regierungssystem und das Repräsentationsprinzip.